# Свети Димитър (Крива паланка)
Вижте пояснителната страница за други значения на Свети Димитър.
„Свети Великомъченик Димитър“ (на македонска литературна норма: „Свети Димитар“) е православна църква в град Крива паланка, Северна Македония, от Кривопаланското архиерейско наместничество на Кумановско-Осоговската епархия на Македонската православна църква – Охридска архиепископия.

## История
Църквата е изградена през 1833 година, за което сочи надписът над западната входна врата.
В непосредствена близост до църквата се е намирала Енгеровата къща, където в 1817 година е основано първото църковно-килийно училище, в което преподава Йоаким Кърчовски.

## Архитектура
Неин автор е дебърският майстор Китан Петров, а основен ктитор поп Давид Кърчовски, чийто образ е в притвора, прерисуван по-късно от живописеца Димитър Андонов Папардишки.
Сградата е трикорабна псевдобазилика, с открит нартекс на запад и северозапад и ниска полукръгла апсида от изток. Откъм южната ѝ страна през 1935 година е издигната камбанария.
Вътрешността на църквата е изографисана през 1887 година от Димитър Папрадишки. Иконостасът е богато декориран с флорални мотиви и пейзажи. Зографът Николай Михайлов изрисува 19 икони за иконостаса на църквата през 1854 г. Иконата на Свети Димитър е дело на Никола Анастасов.
На западната стена отвътре има надпис, който гласи:
| „ | Настоящето изображение на настоящиятъ храмъ Стагѡ великомȢченика Димитриѧ Мироточиваго се изобрази сосъ иждивленьета ѡтъ Бголюбимия ковачки естафъ за душевното имъ спасенiе и вѣчно имъ возпоменание Ване Ангелковъ Арсени Ѧкокимовъ Поце Лековъ Ристо Геѡргинъ Ѧне Геѡргинъ Вите Ангелковъ Филипъ Колевъ Цене Колевъ Іѡсифъ Атовъ Стефанъ Вецовъ Коле Стоѧновъ Младенъ Станковъ Андонъ Стоѧновъ Коце Тотковъ Мiте Ѧкiмовъ Петре Ристовъ Мите Колевъ 1887 ѡктомврiѧ 27 денъ. | “ |

- Давид Кърчовски, дело на Димитър Папрадишки
- Йоаким Осоговски, дело на Димитър Папрадишки